# 地獄の女スーパーコップ
『地獄の女スーパーコップ』（じごくのおんなスーパーコップ、原題：Intent to Kill）は、1992年公開のチャールズ・T・カンガニス監督の1992年のアメリカのアクションスリラー映画。インディペンデント映画に分類され、東京国際映画祭にて上映された後に、1993年に公開された。
チャールズ・T・カンガニスが監督を務めた。
この映画は、麻薬取引や、売春、警察活動などをテーマにしている。また、アメリカ映画協会により、極度の暴力行為を理由にNC-17指定を受けている。性的な内容ではなく、暴力が理由でMPAAのNC-17指定を受けた最初の映画であった。

## あらすじ
おとり捜査官ヴィッキー・スチュアートの活躍により、ロサンゼルス市警は麻薬密売組織のサルヴァドルから、大量のコカインを押収する。
その後、サルヴァドルとヴィッキーの間で報復合戦が繰り広げられる。

## キャスト
※括弧内は日本語吹替（初回放送1995年3月4日『ゴールデン洋画劇場』）
- ヴィッキー・スチュワート - トレイシー・ローズ[8]（杉本彩）
- ジャクソン警部 - ヤフェット・コットー（内海賢二）
- アル - スコット・パターソン（大塚明夫）
- ミア - エレナ・サハガン
- マリア - サブリナ・フェラン
- 麻薬密売人 - ケヴィン・ベントン
- サルヴァドル - アンジェロ・ティフィ（大塚芳忠）
- Mooch's Trigger Man - ジョン・デル・リコ

## 製作
ケン・ブレイキーが撮影監督を務めた。その他、製作には、ジョセフ・メルヒ(アメリカの映画プロデューサー)や、シャーラ・ドライヴァー、ステファン・リーブ、ジーン・レヴィン、リチャード・ペピンらが関わっている。カンガニスとペピンは、本作の脚本にも関わっている。

## 各国における、公開と区分
オーストラリア等級審査委員会では、『Intent to Kill』がビデオテープで発売された際、「中程度の暴力、下品な言葉、薬物使用」という理由でMA15+と指定された（1994年5月初旬から中旬にかけて決定された）。
イギリスでは、VHSが発売される前に、16～17秒程度カットされ、全英映像等級審査機構から「18」指定を受けた（編集は1993年11月）。
オランダの映画レイティングシステムでは、冒涜的な表現が多く、薬物乱用や麻薬密売シーンがあるため、16歳以下の観客には有害とされた。
ニュージーランドのフィルム・文献分類管理局では、暴力と不快な言葉を理由に「M」指定とされた。